# Бунешть (комуна, Сучава)
Бунешть, Бунешті (рум. Bunești) — комуна у повіті Сучава в Румунії. До складу комуни входять такі села (дані про населення за 2002 рік):
- Бунешть (623 особи)
- Петія (840 осіб)
- Подень (473 особи)
- Унчешть (719 осіб)
- Шес (34 особи)

Комуна розташована на відстані 343 км на північ від Бухареста, 14 км на південь від Сучави, 106 км на північний захід від Ясс.

## Населення
За даними перепису населення 2002 року у комуні проживали 2689 осіб.
Національний склад населення комуни:
| Національність | Кількість осіб | Відсоток |
| -------------- | -------------- | -------- |
| румуни         | 2687           | 99,9%    |
| угорці         | 1              | < 0,1%   |
| українці       | 1              | < 0,1%   |

Рідною мовою назвали:
| Мова       | Кількість осіб | Відсоток |
| ---------- | -------------- | -------- |
| румунська  | 2687           | 99,9%    |
| українська | 1              | < 0,1%   |
| німецька   | 1              | < 0,1%   |

Склад населення комуни за віросповіданням:
| Релігія       | Кількість осіб | Відсоток |
| ------------- | -------------- | -------- |
| православні   | 2578           | 95,9%    |
| п'ятдесятники | 61             | 2,3%     |
| баптисти      | 29             | 1,1%     |
| бретрени      | 11             | 0,4%     |
| адвентисти    | 1              | < 0,1%   |

## Зовнішні посилання
- Дані про комуну Бунешть на сайті Ghidul Primăriilor [Архівовано 19 січня 2013 у Wayback Machine.]